# F.I.S.T.
F.I.S.T. è un film del 1978 diretto da Norman Jewison, e interpretato da Sylvester Stallone.

## Trama
Ispirato alla vera storia del sindacalista Jimmy Hoffa, il film racconta le vicende personali, la carriera e le lotte di Johnny Kovak, un lavoratore che, grazie al suo carisma e all'ascendente sui suoi colleghi, diventa un capo sindacale. Contrastato con violenza dai suoi datori di lavoro, per organizzare un duro sciopero Johnny chiede aiuto alla mafia, ma questa sua scelta condizionerà la sua carriera e la sua vita.

## Produzione
Sylvester Stallone riscrisse la sceneggiatura di Joe Eszterhas, dicendo "Joe Eszterhas wrote a script that was nearly 400 pages and was more of a novel than a shootable screenplay. A great deal of work was done by myself, along with Norman Jewison, to hammer it into shape, but Joe had conceived a great concept." (it. Joe Eszterhas ha scritto una sceneggiatura che era di quasi 400 pagine ed era più un romanzo che una sceneggiatura girabile. Una grande quantità di lavoro è stata fatta da me, insieme a Norman Jewison, per dargli forma, ma Joe aveva concepito una grande idea."
Per il copione a Eszterhas furono dati 85000 $. Stallone ne ricevette 350,000 $ per la recitazione e 150000 $ per la scrittura.

### Riprese
La maggior parte delle riprese furono girate a Dubuque, Iowa. Dubuque fu scelta in primo luogo perché le parti più vecchie della città sembravano quelle di Cleveland del 1930, e in secondo luogo a causa della mancanza di antenne televisive sul tetto, visto che la maggior parte delle abitazioni hanno la televisione via cavo.
Alcune scene furono girate a St. Raphael's Cathedral, Sacred Heart Church, Fourth Street Elevator, E.J. Voggenthaler Co. e Dubuque Star Brewery. Le riprese furono girate anche presso l'ex società di produzione Caradco a Dubuque. Alcune parti dell'edificio Caradco furono trasformate in finestre che vennero distrutte appositamente durante alcune scene del film. Poi le finestre furono sostituite alla fine delle riprese. Inoltre comparvero anche il Palazzo di Giustizia di Dubuque (Dubuque County Courthouse) e la Chiesa Cattolica di Santa Maria (Saint Mary's Catholic Church).
Alcune riprese furono fatte anche nella città inglese di Sheffield.

## Frase di lancio
La frase di lancio del film è:
- A love story between a man, a country, the people he led and the woman he loved.
  - Una storia d'amore tra un uomo, un paese, la gente da lui guidata e la donna che amava.

## Distribuzione
Il film è stato distribuito a Los Angeles il 13 aprile 1978; a New York City il 26 aprile; nel resto degli Stati Uniti d'America il 28 aprile; in Germania Ovest il 17 agosto con il titolo F.I.S.T. - Ein Mann geht seinen Weg; in Danimarca il 18 settembre come  Bossen; in Svezia il 2 ottobre; in Francia il 4 ottobre; in Giappone il 14 ottobre; in Colombia il 20 dicembre; in Argentina il 14 aprile 1983; in Turchia nell'ottobre 1987 come Kamyoncu. L'incasso totale del film ammonta a 20388920 $.

## Censura
Il film, a seconda del paese di proiezione, ha avuto una censura più o meno severa: è stato vietato ai minori di 15 anni in Svezia; minori di 16 in Finlandia, Islanda, Germania Ovest, e Norvegia; 18 in Argentina. Negli Stati Uniti d'America, Australia, e Regno Unito, il film viene classificato PG, vale a dire che la visione da parte dei bambini è consentita con la presenza di un adulto.